# اس‌ام یو-۴ (اتریش-مجارستان)
اس‌ام یو-۴ (اتریش-مجارستان) (به انگلیسی: SM U-4 (Austria-Hungary)) یک زیردریایی بود که طول آن ۱۳۸ فوت ۹ اینچ (۴۲٫۲۹ متر) بود. این زیردریایی در سال ۱۹۰۸ ساخته شد.